# Avenida de Augusto García Sánchez
La Avenida de Augusto García Sánchez es una céntrica avenida de la ciudad española de Pontevedra situada entre el Ensanche de la ciudad y el barrio de Campolongo. 

## Origen del nombre
La avenida está dedicada al químico y político Augusto García Sánchez (1917-1978), que fue alcalde de Pontevedra desde el 16 de mayo de 1970 hasta el 1 de febrero de 1974.

## Historia
La actual avenida de Augusto García Sánchez fue construida a partir de 1970 sobre el trazado de las antiguas vías férreas que atravesaban la ciudad de este a oeste por este lugar, y cuyo punto central era la antigua estación de ferrocarril de Pontevedra inaugurada en 1884 en el espacio que hoy ocupa la plaza de Galicia.
En 1966, la antigua estación de ferrocarril de la plaza había quedado en desuso tras la construcción de la nueva estación de ferrocarril de Pontevedra en el barrio de Gorgullón, más alejada del centro de la ciudad, y fue totalmente demolida en 1969. La avenida, por donde circularon todavía los trenes hasta 1966, fue denominada en 1962 Avenida de Portugal y en 1966 Avenida de la Provincia.
En octubre de 1968, el plan del llamado Polígono de Campolongo, diseñado por los arquitectos Julio Cano Lasso, Fernando Moreno Barberá y Juan Gómez González, se puso a disposición del público durante un mes en la Oficina Provincial de la Vivienda y en los meses siguientes se empezó a desarrollar el proyecto de urbanización de los terrenos gracias al Plan Nacional de la Vivienda. El 25 de junio de 1970 se hizo pública la adjudicación definitiva de las obras de urbanización (explanación y pavimentación, saneamiento y distribución de agua) del polígono de Campolongo y se empezaron a urbanizar los terrenos de la actual avenida Augusto García Sánchez, que no disponía todavía de edificaciones y que adquirió propiamente carácter de avenida.
En 1971 el director general de la Vivienda, Martín Eyries Valmaseda, acompañado de las primeras autoridades provinciales, visitó el barrio de Campolongo, junto con el alcalde Augusto García Sánchez. En ese año se habilitaron dos marquesinas para las paradas del trolebús que cruzaba la ciudad en el centro de la parte septentrional de la avenida. En 1975, el Ayuntamiento de Pontevedra recibió oficialmente de manos del director general del Instituto Nacional de la Vivienda, Ramón Andrada Pfeiffer, la finalización de la urbanización del barrio y de la avenida.
En los años 1976, 1977 y siguientes se edificaron gran parte de los edificios de la Avenida Augusto García Sánchez, construyéndose entre otros, varios edificios exentos a modo de torre de 12 plantas de altura en su lado sureste. En 1978, con la casi totalidad de los edificios de la avenida construidos y alguno todavía en construcción y después de la muerte en abril del exalcalde Augusto García Sánchez, el ayuntamiento de Pontevedra acordó dedicarle esta nueva avenida de la ciudad el 2 de junio de 1978. Durante los años 1980 la avenida contaba con algunos árboles de gran porte en su sección central y además de canalizar el tráfico rodado y los trolebuses que circularon hasta 1988, servía en sus extremos laterales y en su sección central de espacio de estacionamiento poco organizado todavía.
En 1991, tras una profunda reforma y rediseño del espacio de la avenida proyectados por el arquitecto José Martínez Sarandeses con la colaboración de los arquitectos María Agustina Herrero Malina y Fernando Martínez Sarandeses y la paisajista María Medina Muro, la avenida adoptó su configuración actual. Se eliminaron las marquesinas y la isleta en el centro de su lado septentrional y también los carriles de circulación que bordeaban el antiguo espacio ocupado por la actual plaza de Galicia, que fue ampliada ocupando la parte central de la avenida, dividiéndola en dos secciones. A lo largo del centro de la avenida se plantaron filas dobles de fresnos ornamentales de origen holandés y filas simples en los extremos, se ampliaron las aceras y se ordenaron las plazas de estacionamiento para automóviles. Esta remodelación mejoró en gran medida la calidad del entorno y redujo la congestión del tráfico. De esta época data el aspecto actual de la avenida.

## Descripción
Es una avenida de 450 metros de longitud, recta y llana en pleno centro de la ciudad, que conecta la Avenida de la Reina Victoria con la Avenida de Eduardo Pondal. Se trata de una de las avenidas más anchas de Pontevedra, con una anchura media de 40 metros (38 en el tramo occidental y 44 en el tramo oriental).
Está situada entre el Ensanche y el barrio de Campolongo. Es una avenida residencial, comercial y de servicios y constituye en la actualidad la principal avenida del centro de la ciudad. En ella se encuentran, entre otros, el emblemático restaurante Casa Román desde 1982, la sede del Colegio Oficial de Dentistas de las provincias de Pontevedra y de Orense desde 2012, y otros servicios como supermercados, cafeterías o farmacia.
La avenida facilita la integración del barrio de Campolongo en el centro de la ciudad. Está dividida en dos tramos por la plaza de Galicia, situada en el medio. A lo largo de la parte central de la avenida en sentido longitudinal se hallan múltiples alcorques en áreas rectangulares adoquinadas, con cuatro filas de 90 fresnos (dos de ellos en los alcorques centrales de la avenida y uno en los laterales), que ordenan el estacionamiento de vehículos y canalizan la circulación rodada hacia las glorietas de los extremos, la oriental plantada con fresnos y la occidental con vegetación arbustiva. En las proximidades de esta última se ubica la pequeña construcción cubierta de acceso peatonal y salida de vehículos del aparcamiento subterráneo de la cercana plaza de la Libertad. En total, las áreas peatonales y ornamentales ocupan el 60% del espacio de la avenida Augusto García Sánchez, que dispone de aceras de 3 metros de anchura a cada lado.

## Galería de imágenes

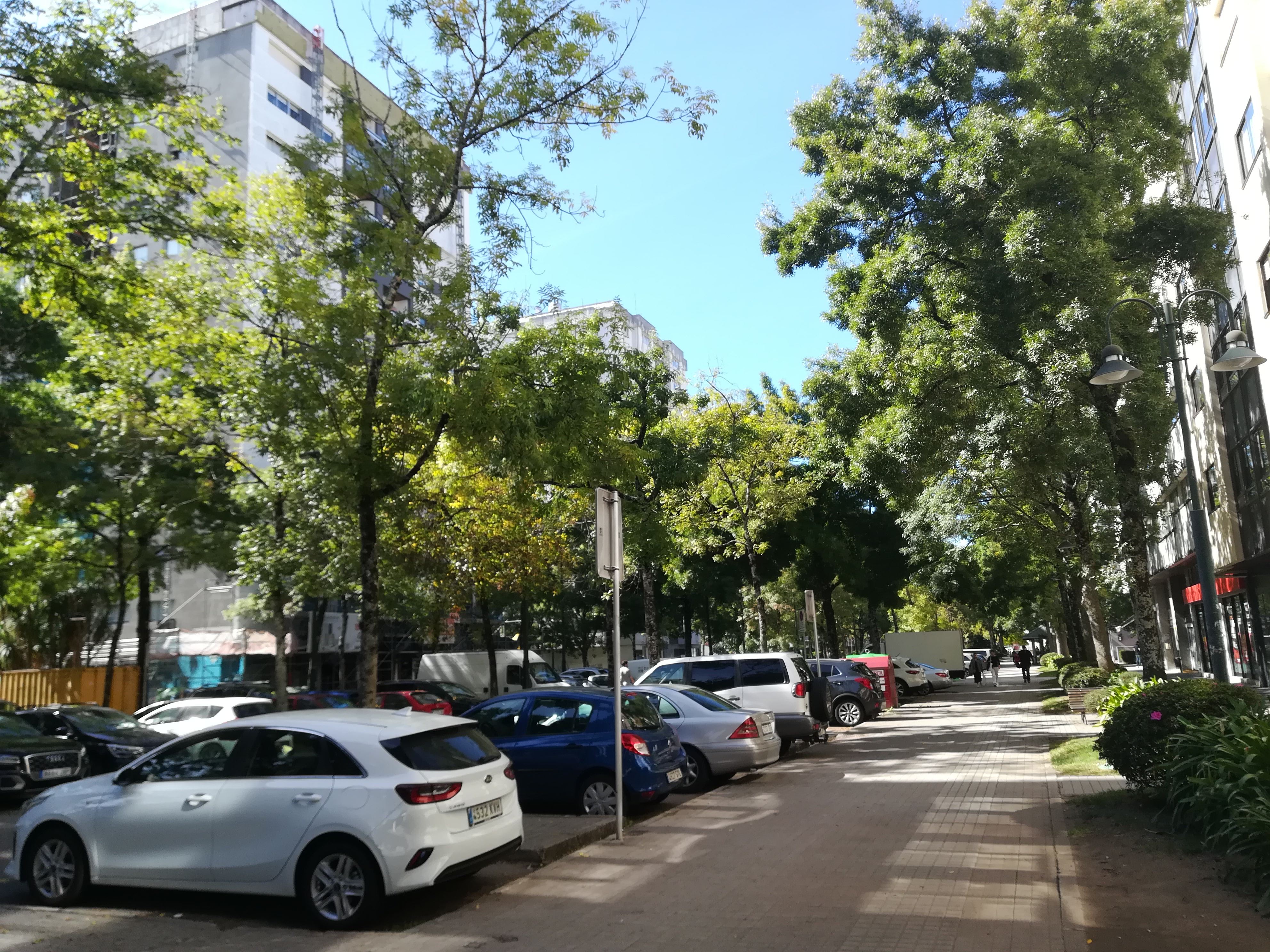
Fresnos en la parte este de la avenida en agosto de 2023
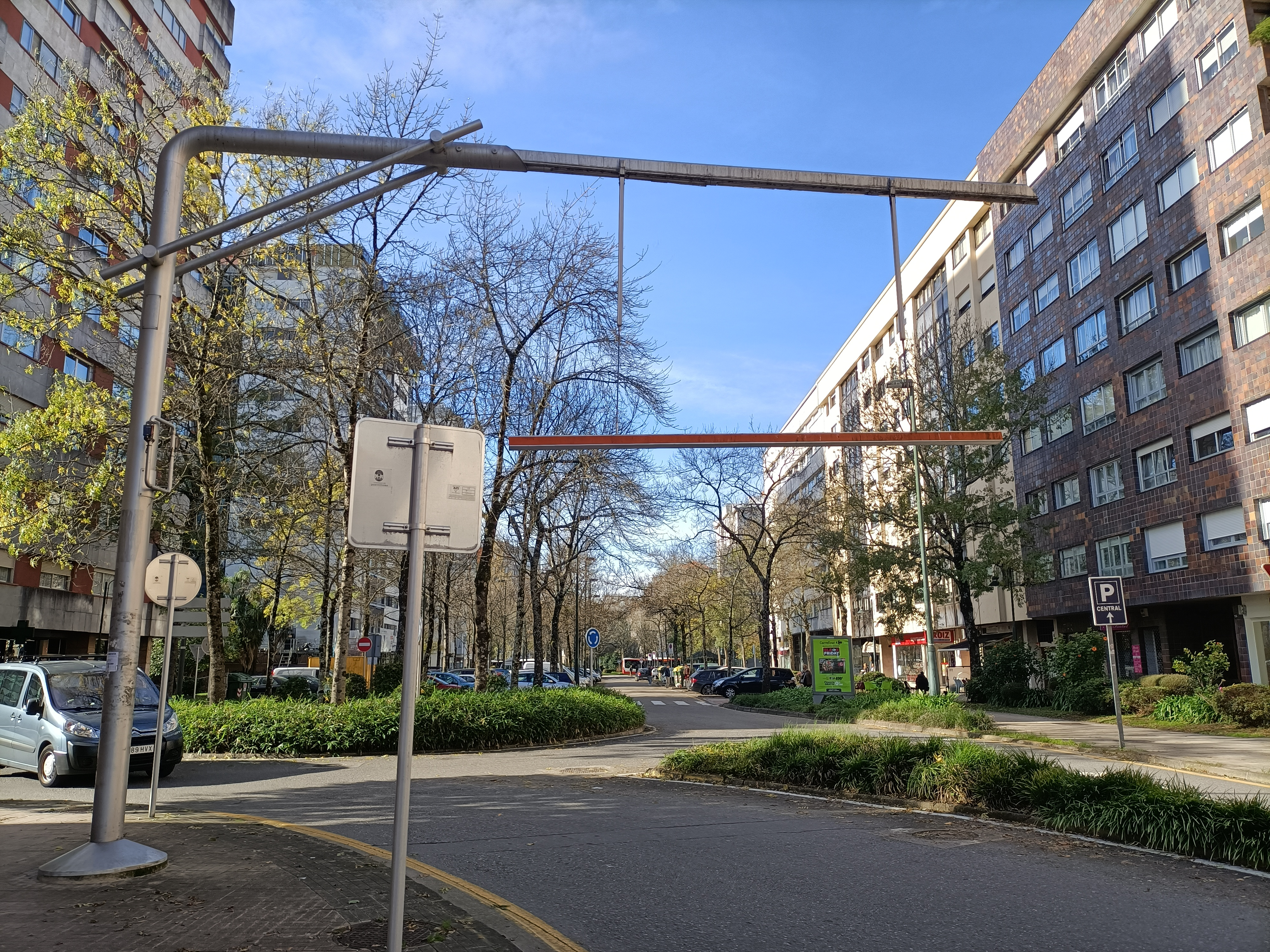
La avenida en noviembre de 2022
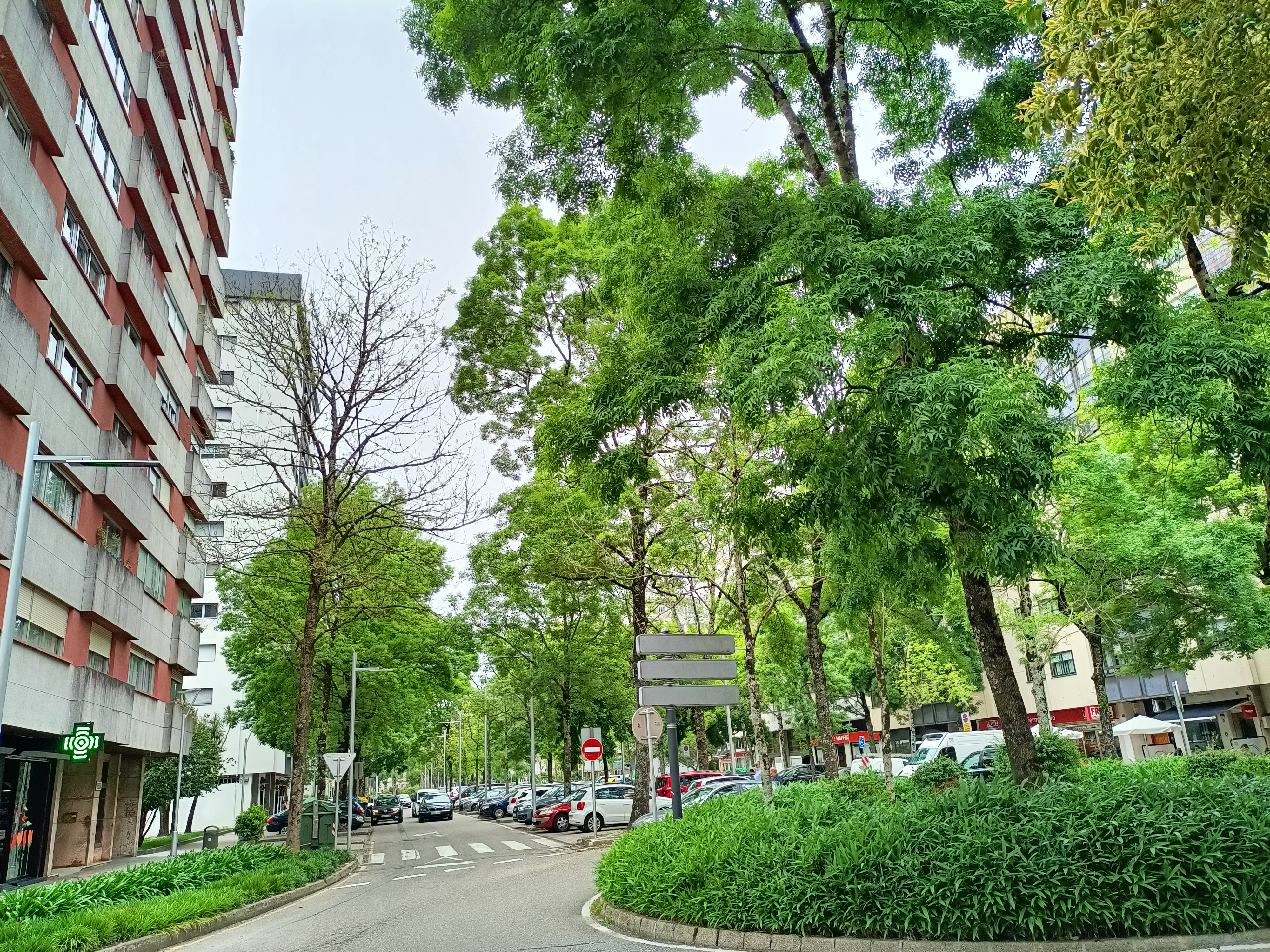
Fresnos ornamentales en la avenida
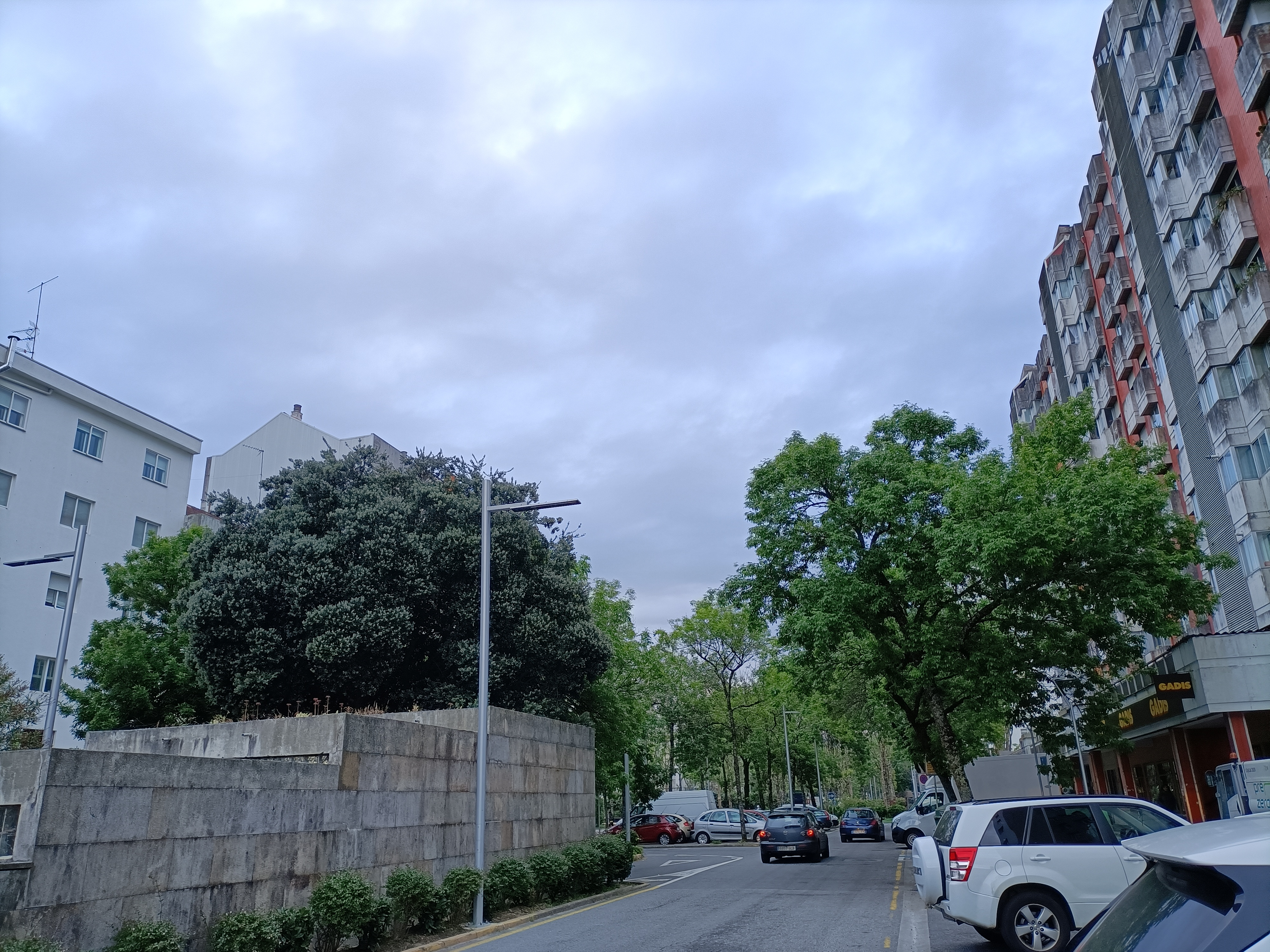
Lado oeste sur de la avenida en 2024
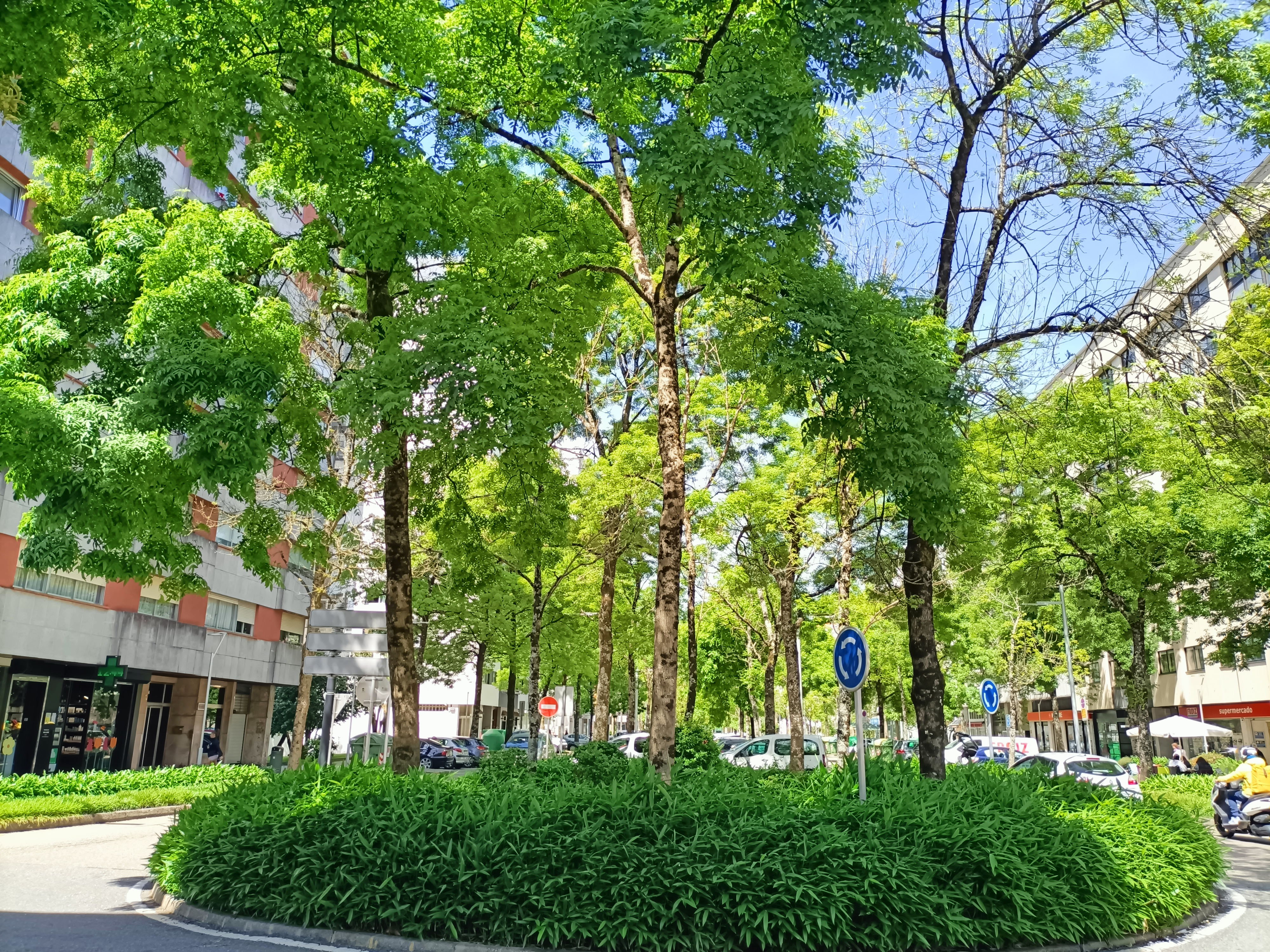
Rotonda en la parte este
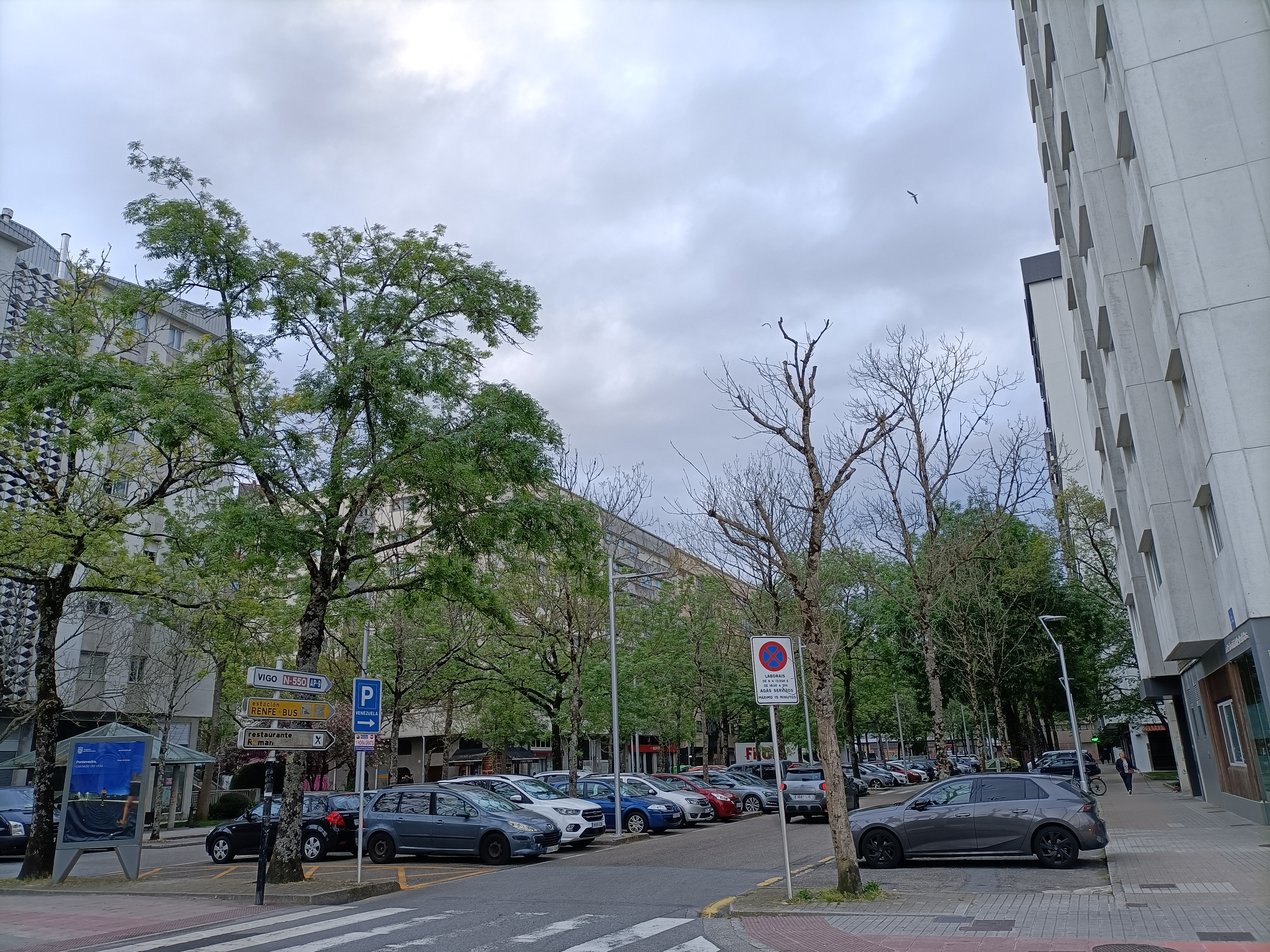
Parte este de la avenida en abril de 2024
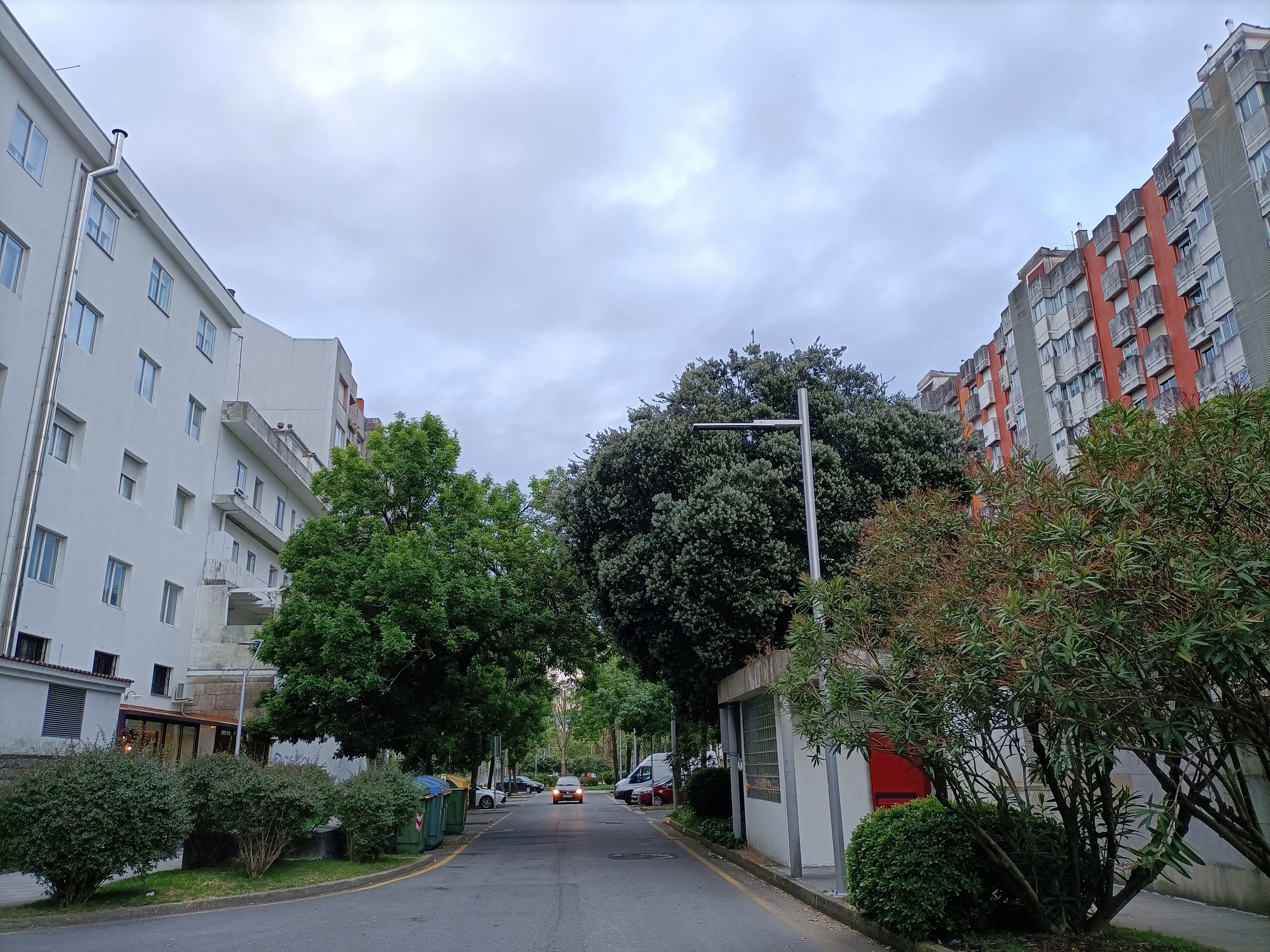
Lado oeste norte de la avenida en 2024